# 眼鏡蛇作戰司令部
眼鏡蛇作戰司令部（德文：Einsatzkommando Cobra，簡稱EKO Cobra）是奥地利的主要反恐特種警察單位，隸屬於奥地利联邦内政部。

## 歷史

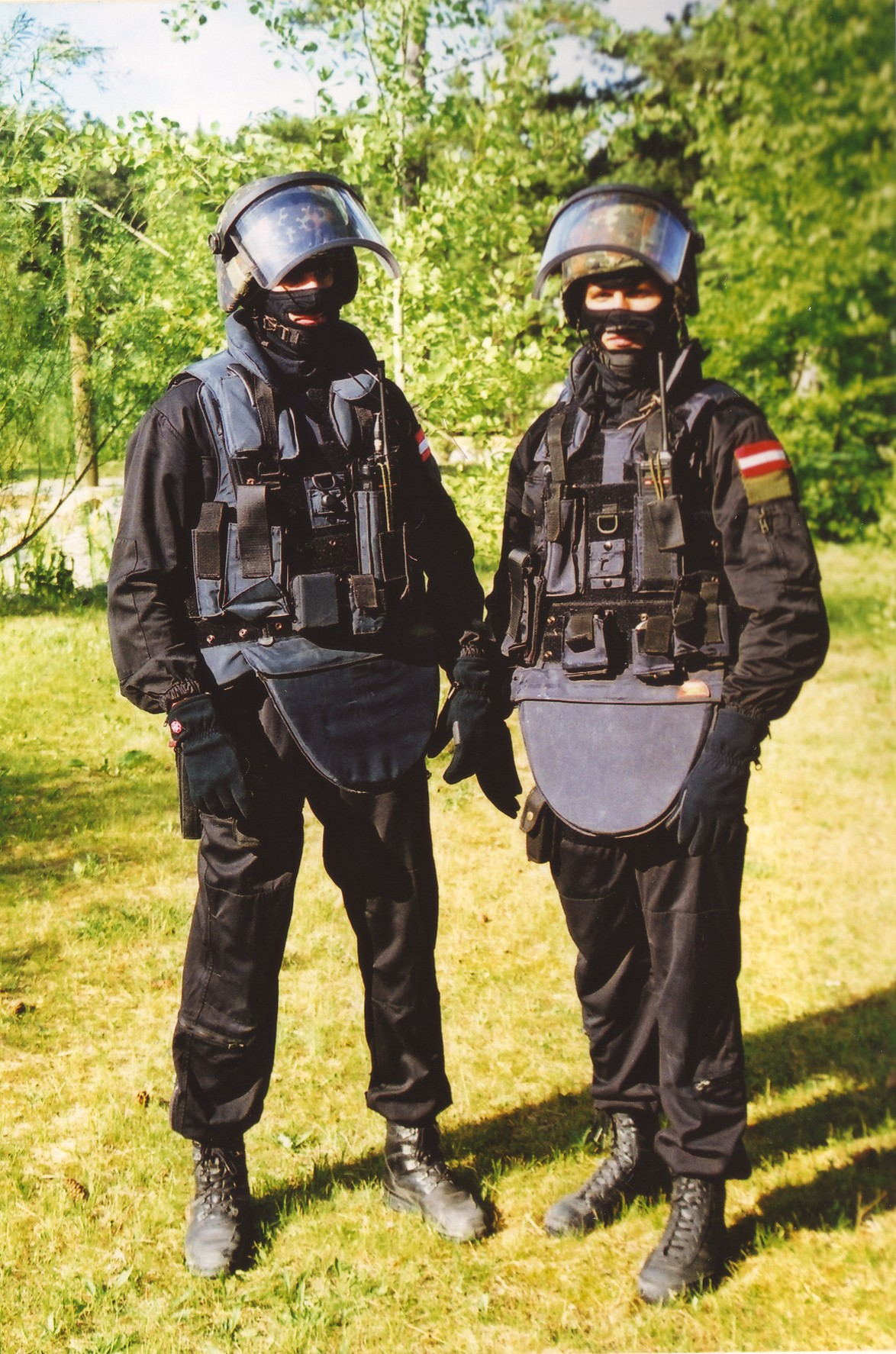
兩名全副武裝行動人員

眼鏡蛇作戰司令部成立於1978年，其前稱為“憲兵作戰司令部”（德語：Gendarmerieeinsatzkommando，簡稱：GEK），該部隊的成立是奧地利政府對1972年慕尼黑慘案的回應。
於2002年，奧地利聯邦內務部把GEK改名為EKO Cobra並一直沿用至今。
目前眼鏡蛇作戰司令部共有450名作戰人員，並經常地與世界各地的精銳反恐特種部隊一起訓練。

## 知名行動
眼鏡蛇作戰司令部於1996年參與了在格拉茨-卡路監獄的人質救援任務以及數之不盡的其他行動。1996年10月17日，4名眼鏡蛇作戰司令部的人員登上了一架載有即將被驅逐出境的犯人，並準備飛往拉格斯的圖-154客機。當時一名尼日利亞犯人以一把刀威脅機組人員，要求他們把客機飛往德國或南非。該犯人隨即被部隊制服，並被送往他原來的目的地。

## 人員招募和訓練
任何奧地利聯邦警察的人員均可申請加入眼鏡蛇作戰司令部。選拔過程中考生都必需接受體能檢查、心理測試和劇烈的體能測試。一旦隊員通過選拔後就必需進行為期六個月的專業訓練。當中訓練項目包括：射擊、戰術、運動、駕駛、垂降、徒手格鬥，以及語言等等。除了以上基本訓練之外，一些更專業的項目在戰場上亦有可能會被運用到，例：跳傘、潛水、爆炸物的使用及狙擊等。
自1978年成立至今，1,140名人員現在或曾經在眼鏡蛇作戰司令部中服役過。

## 已知裝備

### 個人武器

#### 衝鋒槍
| 武器名稱     | 原產地          | 備註   |
| ------------ | --------------- | ------ |
| IMI烏茲      | 以色列 · 比利时 | 已退役 |
| Steyr MPi 69 | 奥地利          | 已退役 |
| 斯泰爾TMP    | 奥地利          | 已退役 |
| HK MP5A3     | 德国            | 已退役 |
| HK MP7A1     | 德国            | -      |
| B&T APC      | 瑞士            | -      |

#### 卡賓槍／突擊步槍
| 武器名稱     | 原產地 | 備註         |
| ------------ | ------ | ------------ |
| M1           | 美国   | 已退役       |
| 斯泰爾AUG A1 | 奥地利 | 可加裝消音器 |

#### 狙擊步槍
| 武器名稱        | 原產地 | 備註       |
| --------------- | ------ | ---------- |
| 斯泰爾SSG 69    | 奥地利 | 已退役     |
| 斯泰爾精英型    | 奥地利 | -          |
| 斯泰爾CISM      | 奥地利 | -          |
| 斯泰爾SSG 08    | 奥地利 | -          |
| 布拉塞爾R93 LRS | 德国   | -          |
| PGM Hecate II   | 法國   | 反器材步槍 |

#### 手槍
| 武器名稱    | 原產地 | 備註         |
| ----------- | ------ | ------------ |
| FN Hi-Power | 比利时 | 已退役       |
| 馬努漢MR-73 | 法國   | 已退役       |
| 克拉克17    | 奥地利 | 現時主力手槍 |
| 克拉克18    | 奥地利 | -            |
| 克拉克19    | 奥地利 | -            |
| 克拉克26    | 奥地利 | -            |

#### 霰彈槍
| 武器名稱      | 原產地 | 備註   |
| ------------- | ------ | ------ |
| 弗蘭基SPAS-12 | 義大利 | 已退役 |
| HK512         | 德国   | 已退役 |
| 雷明登11-87   | 美国   | -      |
| 雷明登870     | 美国   | -      |

#### 榴彈發射器
| 武器名稱 | 原產地 | 備註 |
| -------- | ------ | ---- |
| HK MZP-1 | 德国   | -    |

### 個人裝備
- 工作服
  - 主要為黑色或軍綠色。
- 戰術頭盔
- 抗噪耳機
- 攜板背心
- 夜視儀
- 無線電
- 各種非致命手榴彈
- 防彈盾

## 另見
- 法國國家憲兵干預組
- 德國聯邦警察第九國境守備隊
- 美國聯邦調查局人質拯救隊
- 美國聯邦調查局特種武器和戰術部隊
- 特種武器和戰術部隊
- 俄羅斯聯邦安全局阿爾法小組
- 俄羅斯聯邦安全局溫佩爾小組
- 烏克蘭安全局阿爾法小組
- 中國人民武裝警察部隊雪豹突擊隊
- 香港警務處特別任務連